# Rose de Burford
Pour les articles homonymes, voir de Burford.
Rose de Burford (nommée aussi Roesia ou de Boreford) (date de naissance inconnue - morte en 1329 en Angleterre) est une cheffe d'entreprise et commerçante du XIVe siècle, active à Londres (Angleterre).

## Biographie
Née Rose Romeyn, elle est la fille de Juliana Hautyn et de Thomas Romayn (mort en 1312), un florissant commerçant en laine et alderman  (selon la loi anglaise, il est membre du conseil municipal de la ville de Londres). Elle se marie avec l'associé d'affaires de son père, John de Burford, qui était aussi alderman,. Elle s'investit activement dans les affaires de son mari. Son principal client est le département du vêtement royal, un bureau qui supervise les dépenses personnelles de la monarchie. Quand John meurt vers 1322, Rose de Burford assume seule l'administration de l'entreprise, ainsi que celle d'autres propriétés. Elle est connue car elle possède des biens à Londres ainsi que dans le Surrey, le Kent et le Sussex. Sa deuxième résidence est à Cherletone, dans comté de Kent. Elle a un fils, James, et une fille Katherine,.
Possédant une entreprise de broderie, elle réalise, sous le règne d'Édouard II, une chape décorée, pour laquelle elle reçoit 100 marks. À la demande d'Isabelle de France, reine d'Angleterre, ce vêtement est envoyé au pape en cadeau.
Elle fait un don financier pour la construction d'une chapelle sur le côté sud de l'église Saint-Thomas-Apôtre de la rue Cullum, à Londres.